# Klaudiusz Ptolemeusz

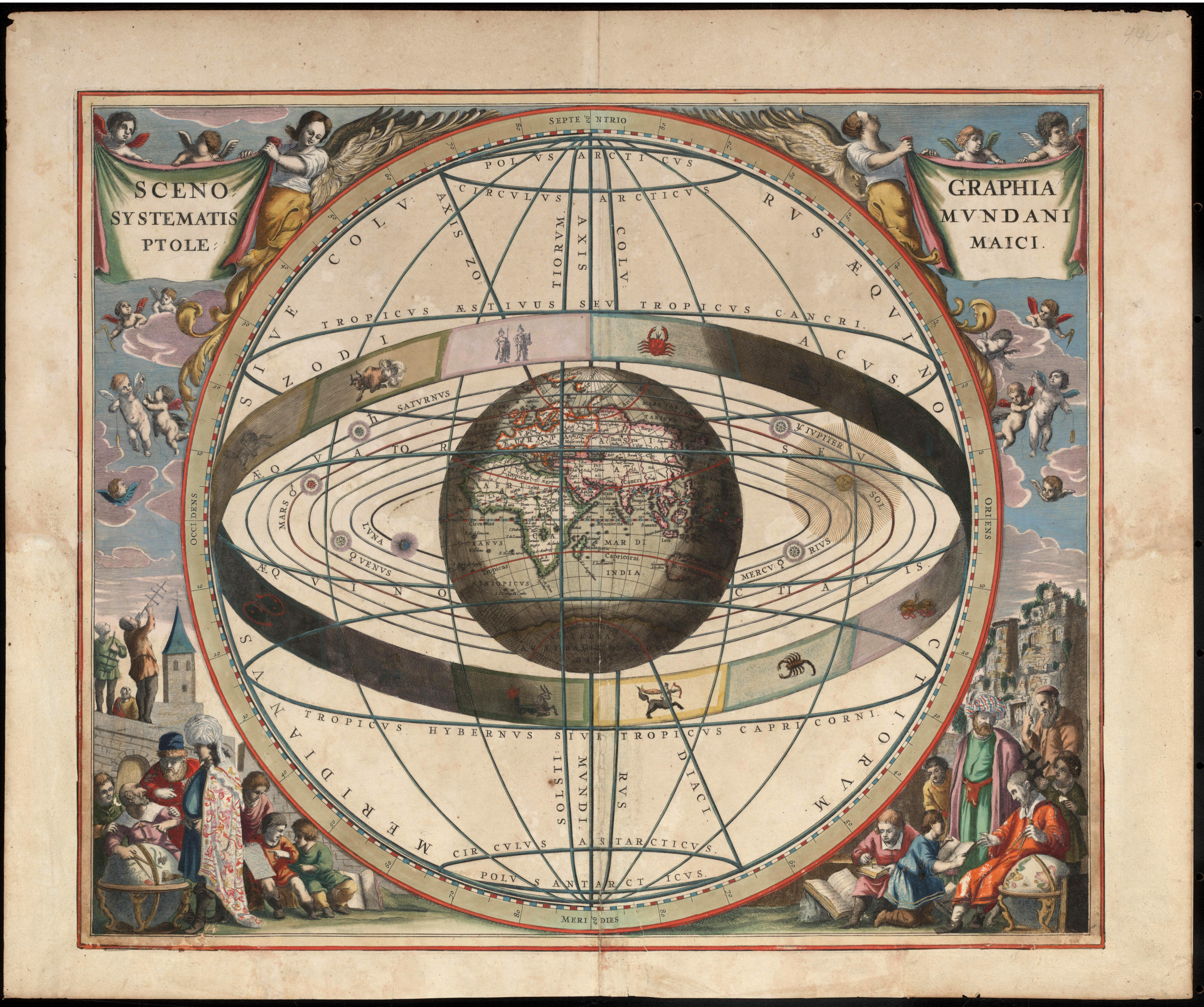
Mapa wszechświata Ptolemeusza według Andreasa Cellariusa

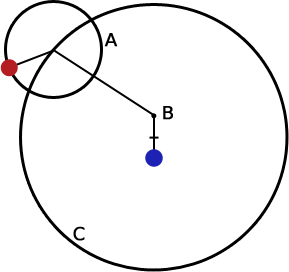
Podstawowe elementy teorii Ptolemeusza
A – epicykl
B – ekwant
C – deferent
niebieski punkt – Ziemia
czerwony punkt – planeta krążąca wokół Ziemi

Klaudiusz Ptolemeusz (także: Ptolemeusz Klaudiusz, Ptolemeusz, Aleksandryjczyk) (łac. Claudius Ptolemaeus, stgr. Κλαύδιος Πτολεμαῖος Klaudios Ptolemaios; ur. ok. 100, zm. ok. 168) – astronom, matematyk i geograf pochodzenia greckiego. Urodzony w Tebaidzie, kształcił się i działał w Aleksandrii należącej wówczas do Imperium rzymskiego około II wieku n.e..
Autor m.in. napisanej po grecku Mathematike Syntaxis znanej bardziej jako Almagest, traktatu w trzynastu księgach, zawierającego kompendium wiedzy astronomicznej tego okresu oraz matematyczny wykład teorii geocentrycznej. Jego poglądy na kolejnych kilkanaście stuleci ugruntowały wizję budowy wszechświata, którą porzucił dopiero Mikołaj Kopernik. Z wewnętrznej analizy jego późniejszych dzieł jasno wynika, że Almagest jest najwcześniejszą z jego najważniejszych prac, ponieważ późniejsze, w tym Tetrabiblos (Czworoksiąg) traktujący o astrologii i Geografia w księdze VIII zawierają do niego odniesienia.

## Życie i nauka
O jego życiu nie wiadomo nic pewnego. Według Theodora Meliteniotesa, żyjącego tysiąc lat później bizantyjskiego astronoma, Ptolemeusz miał się urodzić w Ptolemais Hermiou w Tebaidzie w Górnym Egipcie, jednak brak na to jakichkolwiek dowodów. Z obserwacji układu planet zawartych w Almageście wywnioskować można przybliżony czas aktywności autora. Najwcześniejsza data wynikająca z opisanej konstelacji to 26 marca 127 n.e., a najpóźniejsza to 2 lutego 141 n.e. co oznacza, że powstanie traktatu przypada na lata rządów cesarzy z dynastii Antoninów Hadriana i Antoninusa Piusa, a życie samego Ptolemeusza datować można na pierwsze trzy ćwierci II wieku n.e.
Jego imię Klaudiusz (gr. Κλαύδιоς) świadczy o tym, że posiadał obywatelstwo rzymskie zapewne odziedziczone po przodkach żyjących w czasach cezarów Klaudiusza lub Nerona. Przydomek Ptolemeusz natomiast informuje nas, że był z pochodzenia Grekiem, albo też jego przodkowie byli zhellenizowanymi mieszkańcami którejś ze wschodnich monarchii powstałych po śmierci Aleksandra Wielkiego.
W Almageście kilkukrotnie odnosi się do Teona ze Smyrny, który miał mu przedstawiać własne obserwacje nieba pomiędzy 127 a 132 i mógł być jego nauczycielem. Z jego prac dowiadujemy się, że w dziedzinie filozofii uznawał Arystotelesa, był zaznajomiony z pracami matematyka Menelaosa z Aleksandrii, astronomów Hipparchosa z Nikei i Posejdoniosa z Rodos oraz geografa Marinosa z Tyru.

## Prace

### Astronomia
Ptolemeusz słusznie uważał, że ruchy ciał niebieskich mogą być opisane z wykorzystaniem wzorów matematycznych, dlatego swojemu największemu dziełu z zakresu astronomii nadał tytuł Mathematike Syntaxis (stgr. μαθηματική σύνταξις – struktury matematyczne). Używana współcześnie nazwa Almagest, powstała od greckiego słowa megiste (największy), którym Grecy szybko zaczęli ją określać. Arabscy uczeni w IX wieku dodali do tego przedimek al. Arabskie Al-majisti (المجسطي) w średniowieczu przetłumaczone bezpośrednio na łacinę dało dzisiejszą formę. Traktat jest podsumowaniem osiągnięć greckiej astronomii od czasów Eudoksosa z Knidos (IV wiek p.n.e.) i jego modelu sfer niebieskich, poprzez Hipparchosa z Nikei (II wiek p.n.e. – ich oryginalne prace nie zachowały się), aż do samego Ptolemeusza. Teoria geocentryczna Hipparchosa oparta na deferencie, epicyklu i ekscentryku została w Almageście zawarta i skorygowana o punkt wyrównawczy zwany ekwantem.
W modelu geocentrycznym Ziemia stanowiła środek dla ośmiu koncentrycznych sfer z umieszczonymi na nich planetami, Słońcem, Księżycem i gwiazdami. Planety dodatkowo poruszały się po małych okręgach zwanych epicyklami. Podstawową zaletą tej koncepcji było to, że pozornie chaotyczne do tej pory ruchy ciał niebieskich mogły być obliczone, a ich położenie z dość dużą dokładnością przewidziane. Ptolemeusz zdawał sobie jednak sprawę z jego wadliwości. Księżyc w jego modelu poruszał się takim ruchem, że widziany z Ziemi musiałby być dwa razy większy. Pozostaje zagadką czy jego autor wierzył w przedstawioną przez siebie wizję Wszechświata, czy też zaproponowane przez niego rozwiązanie miało mieć bardziej praktyczne przeznaczenie, tzn. umożliwienie dokładnych pomiarów przewidywanych pozycji dla ciał niebieskich.
Interesował się również astrologią. Poświęcił jej swoje kolejne dzieło Apotelesmatiká (stgr. Αποτελεσματικά) w wolnym tłumaczeniu "astrologiczny wpływ", znaną również pod nazwą Tetrabiblos (stgr. Τετράβιβλος – czteroksiąg). Dla Ptolemeusza traktat ten był naturalną kontynuacją Almageste. Broni w nim astrologii przed oskarżeniami i próbuje udowodnić, że jakkolwiek według niego oddziaływanie ciał niebieskich jest czysto fizyczne, ma jednak znaczący wpływ na nasze poczynania. Co prawda bez matematycznej dokładności ale możliwe jest przewidywanie przyszłości na podstawie obserwacji nieboskłonu.
W Procheiroi Kanones (stgr. Πρόχειροι Κανόνες – tablice podręczne) przedstawiony został uporządkowany zestaw tablic astronomicznych, ze wstępem wyjaśniającym zasady ich użycia. Dotrwały do naszych czasów w nieznacznie zmodyfikowanej wersji Teona z Aleksandrii.

### Geografia

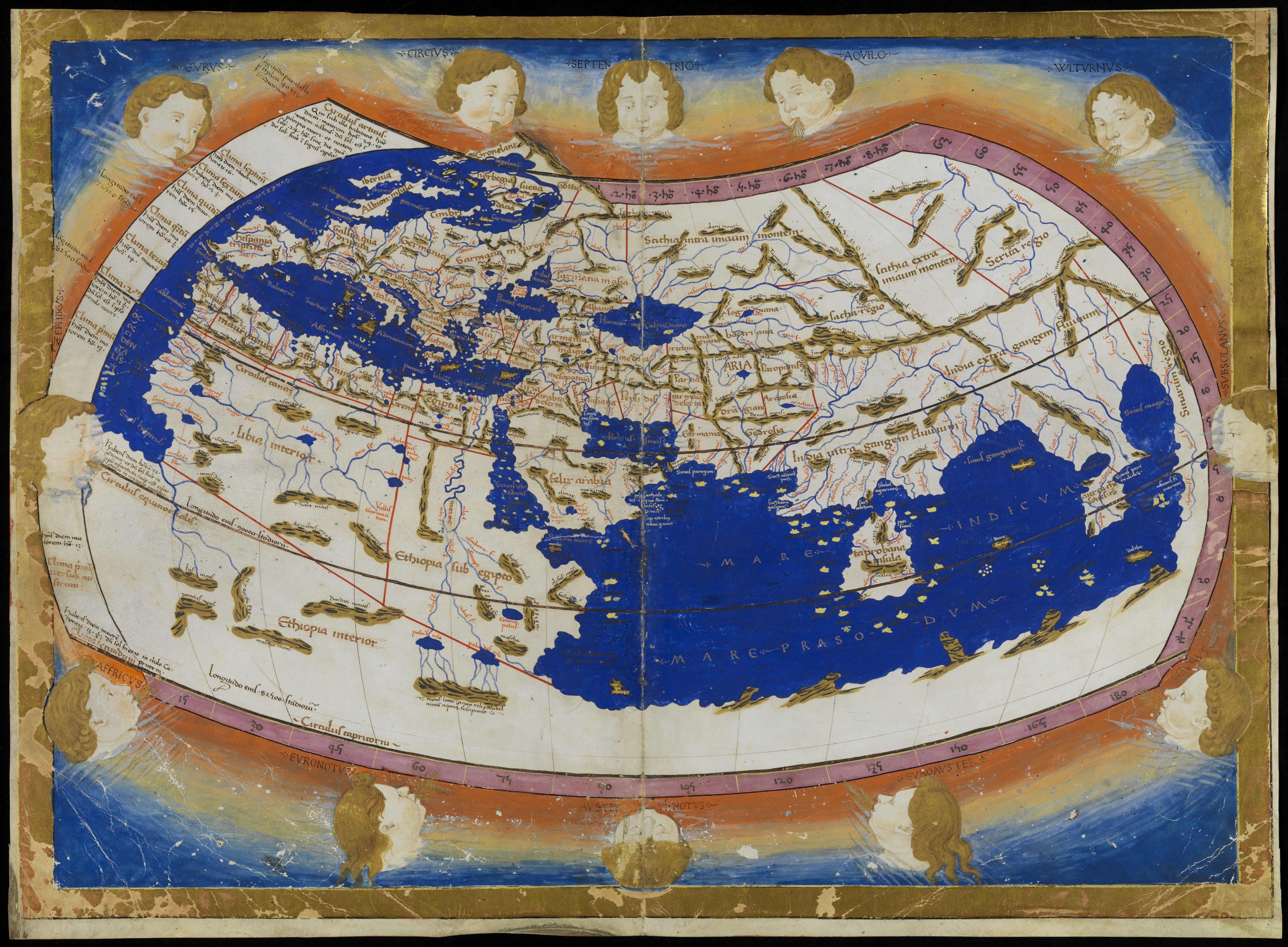
Mapa Ekumeny z manuskryptu sprzed 1467 z Biblioteki Narodowej

Ptolemeusz traktował geografię jako naukę przedstawiania Ziemi za pomocą rysunku. Dzięki swojemu astronomicznemu przygotowaniu nadał jej jednak matematyczny wymiar. Znana mu była kulistość Ziemi i do swoich map stosował projekcję powierzchni kuli na płaszczyznę. Przyjął jednak za Posejdoniosem z Rodos błędne wyliczenie długości stopnia geograficznego, przez co nie ustrzegł się w swojej pracy sporych nieścisłości. Ptolemejska definicja szerokości geograficznej (równik 0°, bieguny ±90°) obowiązuje do dziś.
Geografia (stgr. Γεωγραφικὴ Ὑφήγησις, Geographike Hyphegesis – wstęp do kreślenia map) znana także jako Nauka geograficzna, była próbą stworzenia możliwie dokładnej mapy znanego mu świata. Składa się z ośmiu ksiąg. Pierwsza to teoretyczne wprowadzenie, mające na celu, w razie konieczności, umożliwić czytelnikowi samodzielnie odtworzenie planów. Księgi od II do VII zawierają nazwy miejscowości oraz charakterystycznych punktów geograficznych (około 8000 toponimów) ze współrzędnymi. W Księdze II opisującej m.in. ziemie od Dunaju aż po Morze Bałtyckie autor wymienił m.in. Budorgis utożsamiane później z Brzegiem, Kalisię (Καλισία) identyfikowaną z Kaliszem, Karrodunon (Καρρόδουνον) łączony dawniej, np. przez J. Lelewela z Krakowem czy Askaukalis (ἀσκαυκαλίς) utożsamiany z Bydgoszczą. W Księdze VIII znajduje się wykaz najważniejszych miast z dokładniejszymi współrzędnymi. Do ksiąg dołączone było 26 map.

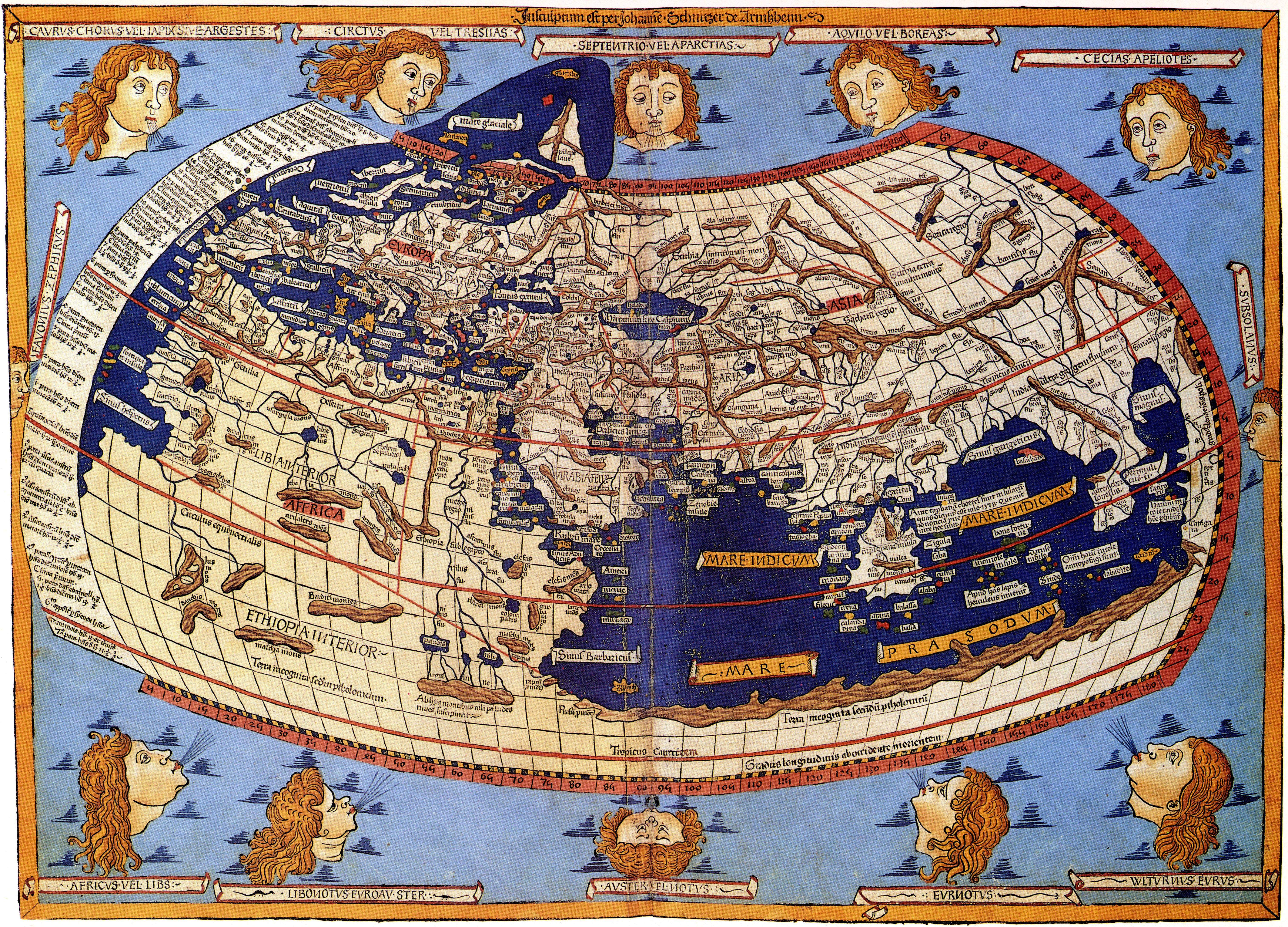
Cosmographia Nicolausa Germanusa na podstawie Geografii Ptolemeusza (1482)

W Instytucie Geodezji i Geoinformacji na Uniwersytecie Technicznym w Berlinie grupa naukowców składająca się z filologów klasycznych, matematyków i kartografów podjęła próbę skorygowania błędów i wypracowała tzw. "geodetic deformation analysis" (analiza deformacji geodezyjnych). Na jej podstawie powstał wykaz miast (poleis) z "Magna Germania" (Księga II) z ich lokalizacjami na terenie dzisiejszych Niemiec i Polski. Według berlińskich naukowców lokalizacje te korespondują również ze stanowiskami archeologicznymi współczesnej Ptolemeuszowi kultury wielbarskiej, w których wcześniej odkryto gockie osady i miejsca pochówków. W wyniku badań przyjęto założenie, że dla stworzenia Magna Germania Ptolemeusz, który sam nie dokonywał wszystkich pomiarów, korzystał nie tylko z wiedzy kupców przemierzających te tereny ale także z map profesjonalnych wojskowych kartografów.

### Optyka
Optyka (Oπτική), traktat w pięciu księgach, nie dotrwała do naszych czasów w oryginale. Arabskie tłumaczenie bez księgi pierwszej i końcówki piątej, które również się nie zachowało, zostało skopiowane w XII wieku przez Eugeniusza z Sycylii. Z niego dowiadujemy się, że brakująca Księga I dotyczyła ogólnej teorii optyki, Księga II roli światła i koloru. III i IV teorii odbicia, a V zjawiska refrakcji. Trudno jest ocenić osobisty wkład Ptolemeusza we współczesną mu wiedzę w tej dziedzinie, ponieważ niewiele pozostało z prac jego poprzedników.

## Teksty
- Claudius Ptolemaeus: Almagestum (1515). univie.ac.at (strona Uniwersytetu Wiedeńskiego). [dostęp 2012-12-30].
- Claudius Ptolemaeus: Tetrabiblos (przekład na język angielski). penelope.uchicago.edu. [dostęp 2012-12-31].
- Claudius Ptolemaeus: The Geography (przekład na język angielski). penelope.uchicago.edu. [dostęp 2012-12-31].
- Cosmographia Claudii Ptolomaei Alexandrini [online], Cyfrowa Biblioteka Narodowa [dostęp 2012-12-31].

## Upamiętnienie
Od imienia Ptolemeusza nazwano gatunek chrząszcza Selenorites ptolemaei Alluaud, 1917 (obecna nazwa Thyreopterus ptolemaei), znaleziony w górach Ruwenzori, nazwanych przez Ptolemeusza Górami Księżycowymi (gr. Σελήνη-ορείτης „góral księżycowy”).